# جيرتجان روثمان
جيرتجان روثمان (بالهولندية: Gertjan Rothman)‏ هو لاعب كرة قدم هولندي، ولد في 23 أغسطس 1983 في خاودا في هولندا. لعب مع نادي إكسلسيور.